# 背景
背景是图像或景象的组成部分，是衬托主体事物（前景）的景物，对事态的起始、发展、变化起重要作用的客观情况。
- 在舞台上，背景是舞台背面的布景。
- 在图像处理中，背景或背景信息是前景以外所有区域的图像，一般位于成像系统焦距之外。由于一般图像处理只对前景感兴趣，因此对于背景采取的手段一般是消除。
- 在動畫、漫畫中，背景就是上述前景或是主角人物以外的畫面。製作過程多元，傳統有手繪、貼網點等方式，今日則可直接在電腦上進行實景合成或是CG繪製的方式來畫出背景。詳見背景設計。
- 在生活中，背景就是當某一件事在發生之後，經過深入探求而獲得的實際原因。
例如「他有醫學背景」、「這名被告的犯罪背景，來自於幼時的悲慘經歷」或是個人修養等。